# Prokop Leśniowolski
Prokop Leśniowolski herbu Kolumna (zm. w 1653 roku) – wojewoda podlaski w latach 1652–1653, kasztelan podlaski w latach 1646–1652, starosta brański w latach 1622–1645.

## Życiorys
Studiował w Krakowie w 1607 roku, w Zamościu w latach 1610/1611.
Poseł na sejm 1627 roku z powiatu bielskiego, poseł na sejm nadzwyczajny 1629 roku z województwa bełskiego. Jako poseł na sejm nadzwyczajny 1629 roku był deputatem z bełskiego na Trybunał Skarbowy Koronny. Poseł na sejm konwokacyjny 1632 roku z ziemi bielskiej. Był elektorem Władysława IV Wazy z województwa podlaskiego w 1632 roku. Poseł sejmiku brańskiego na sejmy ekstraordynaryjne 1635 i 1637 roku. Poseł na sejm koronacyjny 1633 roku, sejm zwyczajny 1635 roku, sejm zwyczajny 1637 roku, sejm 1638, sejm 1640 roku, sejm 1643 roku.
Podpisał pacta conventa Jana II Kazimierza Wazy w 1648 roku.